# 小行星49987
小行星49987（49987 Bonata）是一颗绕太阳运转的小行星，为主小行星带小行星。该小行星于2000年1月20日发现。
該小行星以義大利航空工程師迪亞戈·博納塔（Diego Bonata）命名。

## 轨道参数
小行星49987的轨道半长轴为398 191 502 km，2.6617079 UA，离心率为0.118。